# Atletism la Jocurile Olimpice de vară din 2020 - 110 m garduri (masculin)
Proba de 110 metri garduri masculin de la Jocurile Olimpice de vară din 2020 a avut loc în perioada 3-5 august 2021 pe Stadionul Național al Japoniei.

## Recorduri
Înaintea acestei competiții, recordurile mondiale și olimpice erau următoarele:
| Record  | Atlet               | Timp (s) | Loc               | Data              |
| ------- | ------------------- | -------- | ----------------- | ----------------- |
| Mondial | Aries Merritt (USA) | 12,80    | Bruxelles, Belgia | 7 septembrie 2012 |
| Olimpic | Liu Xiang (CHN)     | 12,91    | Atena, Grecia     | 27 august 2004    |

## Program
Orele sunt ora Japoniei (UTC+9) 
| Data                    | Oră   | Etapă      |
| ----------------------- | ----- | ---------- |
| Marți, 3 august 2021    | 19:00 | Calificări |
| Miercuri, 4 august 2021 | 9:00  | Semifinale |
| Joi, 5 august 2021      | 9:00  | Finala     |

## Rezultate

### Calificări
S-au calificat în semifinale primii patru atleți din fiecare serie (C) și următorii atleți cu cei mai buni 4 timpi (c). 

#### Seria 1
| Loc | Culoar | Atlet                | Țară           | Timp           | Note  |
| --- | ------ | -------------------- | -------------- | -------------- | ----- |
| 1   | 4      | Ronald Levy          | Jamaica        | 13.17          | C     |
| 2   | 6      | Jason Joseph         | Elveția        | 13.31          | C, SB |
| 3   | 9      | Valdó Szűcs          | Ungaria        | 13,50 (13,496) | C     |
| 4   | 2      | Andrew Pozzi         | Marea Britanie | 13,50 (13,500) | C     |
| 5   | 5      | Gabriel Constantino  | Brazilia       | 13,55          | c     |
| 6   | 8      | Michael Obasuyi      | Belgia         | 13,65          |       |
| 7   | 7      | Louis François Mendy | Senegal        | 1,84           | SB    |
| —   | 3      | Wilhem Belocian      | Franța         | DS             |       |

#### Seria 2
| Loc | Culoar | Atlet             | Țară                       | Timp  | Note  |
| --- | ------ | ----------------- | -------------------------- | ----- | ----- |
| 1   | 7      | Asier Martínez    | Spania                     | 13,32 | C     |
| 2   | 5      | Daniel Roberts    | Statele Unite ale Americii | 13,41 | C     |
| 3   | 8      | Damion Thomas     | Jamaica                    | 13,54 | C     |
| 4   | 2      | Milan Trajkovic   | Cipru                      | 13,59 | C, SB |
| 5   | 9      | Vitali Parakhonka | Belarus                    | 13,61 |       |
| 6   | 4      | Shane Brathwaite  | Barbados                   | 13,64 |       |
| 7   | 3      | Yaqoub Al-Youha   | Kuweit                     | 13,69 | SB    |
| 8   | 6      | Hassane Fofana    | Italia                     | 13,70 |       |

#### Seria 3
| Loc | Culoar | Atlet                | Țară                       | Timp  | Note |
| --- | ------ | -------------------- | -------------------------- | ----- | ---- |
| 1   | 9      | Grant Holloway       | Statele Unite ale Americii | 13,02 | C    |
| 2   | 7      | Hansle Parchment     | Jamaica                    | 13,23 | C    |
| 3   | 3      | Nicholas Hough       | Australia                  | 13,57 | C    |
| 4   | 5      | Damian Czykier       | Polonia                    | 13,61 | C    |
| 5   | 4      | Gregor Traber        | Germania                   | 13,65 |      |
| 6   | 2      | Shunya Takayama      | Japonia                    | 13,98 |      |
| 7   | 1      | Jérémie Lararaudeuse | Mauritius                  | 14,03 | PB   |
| 8   | 8      | Fadane Hamadi        | Comore                     | 14,99 |      |
| —   | 6      | Serghei Șubenkov     | COR                        | NS    |      |

#### Seria 4
| Loc | Culoar | Atlet                   | Țară                       | Timp  | Note  |
| --- | ------ | ----------------------- | -------------------------- | ----- | ----- |
| 1   | 8      | Aurel Manga             | Franța                     | 13,24 | C, PB |
| 2   | 6      | Shunsuke Izumiya        | Japonia                    | 13,28 | C     |
| 3   | 4      | Rafael Henrique Pereira | Brazilia                   | 13,46 | C     |
| 4   | 2      | Xie Wenjun              | China                      | 13,51 | C     |
| 5   | 3      | Chen Kuei-ru            | Taipeiul Chinez            | 13,53 | c, SB |
| 6   | 1      | David King              | Marea Britanie             | 13,55 | c     |
| 7   | 9      | Eddie Lovett            | Insulele Virgine Americane | 14,17 | SB    |
| 8   | 7      | Chan Chung Wang         | Hong Kong                  | 14,23 |       |
| —   | 5      | Orlando Ortega          | Spania                     | NS    |       |

#### Seria 5
| Loc | Culoar | Atlet                   | Țară                       | Timp  | Note  |
| --- | ------ | ----------------------- | -------------------------- | ----- | ----- |
| 1   | 5      | Devon Allen             | Statele Unite ale Americii | 13,21 | C     |
| 2   | 3      | Pascal Martinot-Lagarde | Franța                     | 13,37 | C, SB |
| 3   | 7      | Taio Kanai              | Japonia                    | 13,41 | C     |
| 4   | 8      | Paolo Dal Molin         | Italia                     | 13,44 | C     |
| 5   | 6      | Elmo Lakka              | Finlanda                   | 13,48 | c     |
| 6   | 4      | Antonio Alkana          | Africa de Sud              | 13,55 | SB    |
| 7   | 2      | Konstantinos Douvalidis | Grecia                     | 13,63 | SB    |
| 8   | 9      | Eduardo de Deus         | Brazilia                   | 13,78 |       |

### Semifinale
S-au calificat în finală primii doi atleți din fiecare semifinală (C) și următorii atleți cu cei mai buni 2 timpi (c). 

#### Semifinala 1
| Loc | Culoar | Atlet                   | Țară                       | Timp  | Note  |
| --- | ------ | ----------------------- | -------------------------- | ----- | ----- |
| 1   | 7      | Ronald Levy             | Jamaica                    | 13,23 | C     |
| 2   | 4      | Pascal Martinot-Lagarde | Franța                     | 13,25 | C, SB |
| 3   | 6      | Asier Martínez          | Spania                     | 13,27 | c, PB |
| 4   | 8      | Andrew Pozzi            | Marea Britanie             | 13,32 | c     |
| 5   | 5      | Daniel Roberts          | Statele Unite ale Americii | 13,33 |       |
| 6   | 2      | Damian Czykier          | Polonia                    | 13,63 |       |
| 7   | 9      | Nicholas Hough          | Australia                  | 13,88 |       |
| 8   | 3      | Gabriel Constantino     | Brazilia                   | 13,89 |       |

#### Semifinala 2
| Loc | Culoar | Atlet           | Țară                       | Timp  | Note   |
| --- | ------ | --------------- | -------------------------- | ----- | ------ |
| 1   | 5      | Devon Allen     | Statele Unite ale Americii | 13,18 | C      |
| 2   | 6      | Aurel Manga     | Franța                     | 13,24 | C, =PB |
| 3   | 8      | Damion Thomas   | Jamaica                    | 13,39 |        |
| 4   | 9      | Paolo Dal Molin | Italia                     | 13,40 |        |
| 5   | 4      | Jason Joseph    | Elveția                    | 13,46 |        |
| 6   | 2      | Chen Kuei-ru    | Taipeiul Chinez            | 13,57 |        |
| 7   | 3      | Elmo Lakka      | Finlanda                   | 13,67 |        |
| 8   | 7      | Taio Kanai      | Japonia                    | 26,11 |        |

#### Semifinala 3
| Loc | Culoar | Atlet                   | Țară                       | Timp  | Note   |
| --- | ------ | ----------------------- | -------------------------- | ----- | ------ |
| 1   | 4      | Grant Holloway          | Statele Unite ale Americii | 13,13 | C      |
| 2   | 6      | Hansle Parchment        | Jamaica                    | 13,23 | C, =SB |
| 3   | 7      | Shunsuke Izumiya        | Japonia                    | 13,35 |        |
| 4   | 9      | Valdó Szűcs             | Ungaria                    | 13,40 |        |
| 5   | 8      | Xie Wenjun              | China                      | 13,58 |        |
| 6   | 5      | Rafael Henrique Pereira | Brazilia                   | 13,62 |        |
| 7   | 2      | David King              | Marea Britanie             | 13,67 |        |
| 8   | 3      | Milan Trajkovic         | Cipru                      | 14,01 |        |

### Finala
| Loc | Culoar | Atlet                   | Țară                       | Timp           | Note |
| --- | ------ | ----------------------- | -------------------------- | -------------- | ---- |
| 1   | 7      | Hansle Parchment        | Jamaica                    | 13.04          | SB   |
| 2   | 4      | Grant Holloway          | Statele Unite ale Americii | 13.09          |      |
| 3   | 5      | Ronald Levy             | Jamaica                    | 13.10          |      |
| 4   | 6      | Devon Allen             | Statele Unite ale Americii | 13.14          |      |
| 5   | 8      | Pascal Martinot-Lagarde | Franța                     | 13.16          | SB   |
| 6   | 2      | Asier Martínez          | Spania                     | 13.22          | PB   |
| 7   | 3      | Andrew Pozzi            | Marea Britanie             | 13.30          |      |
| 8   | 9      | Aurel Manga             | Franța                     | 13.38          |      |
|     |        |                         |                            | Vânt: -0.5 m/s |      |